# Куртуазна любов

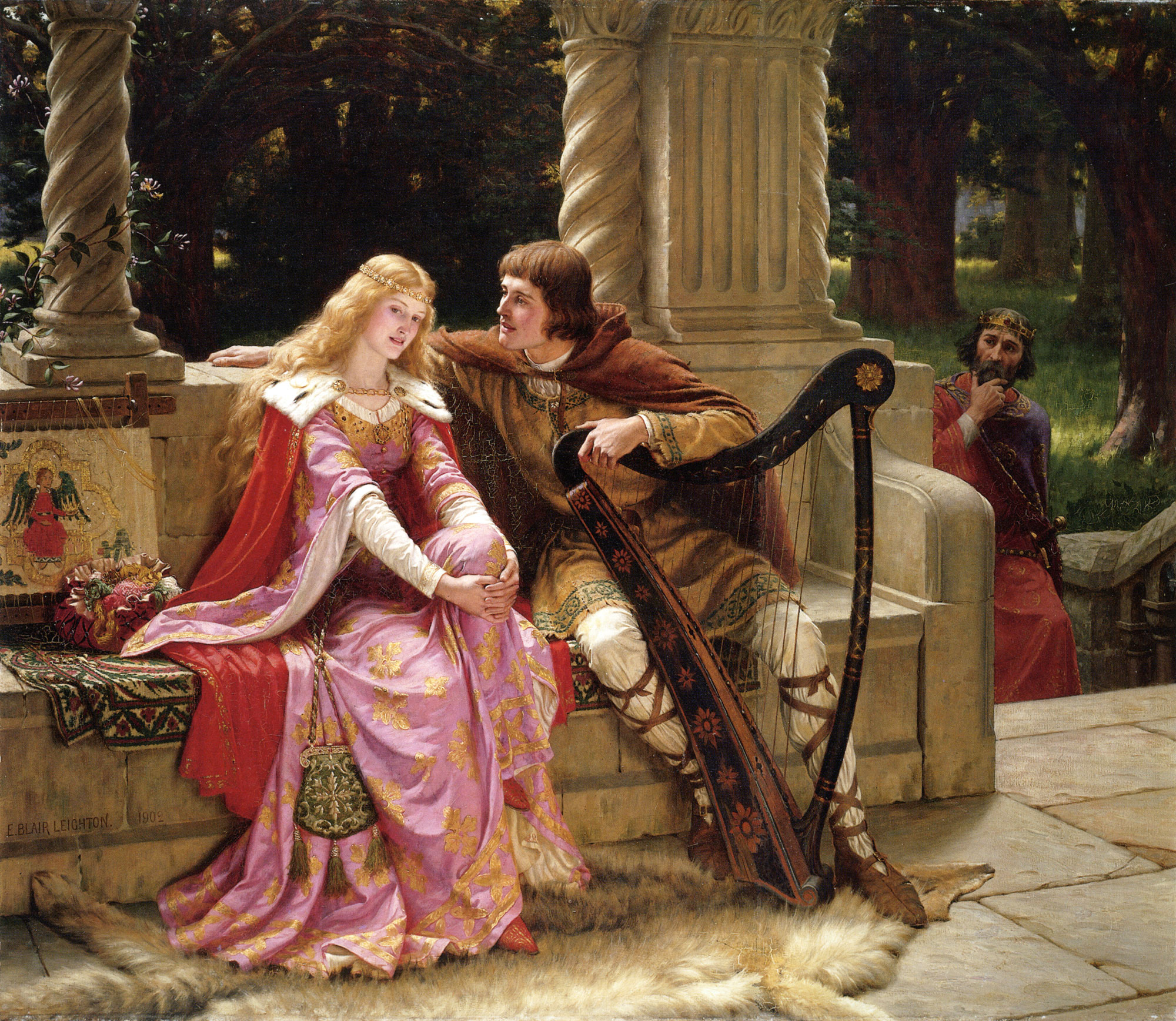
Едмунд Лейтон. Трістан та Ізольда

Куртуа́зна любо́в — одна із культурно-історичних форм любові, заснована головним чином на стосунках між чоловіком (молодим лицарем) та жінкою (дамою).
Куртуазна любов — це середньовічна європейська концепція лицарського благородства і вираження любові і захоплення. Як правило, стосунки куртуазної любові були таємницею і мали місце тільки серед дворянства. Її також зазвичай не було між чоловіком і дружиною.
Куртуазна любов почалася з герцогських і князівських дворів Аквітанії, Провансу, Шампань, Бургундії, герцогства Норман та Королівства Сицилії наприкінці одинадцятого століття. По суті, ця любов була придворним досвідом, що межував між еротичним бажанням і духовним вдосконаленням, що зараз здається надто суперечливим, як «любов, що водночас незаконна і така, що сприяє моральному самовдосконаленню, поєднує в собі пристрасть і дисципліну, принизливе і піднесене, людське і трансцендентне».

## Походження назви
Термін «куртуазна любов» (фр. amour courtois уперше отримав своє визначення завдяки праці Гастона Паріса під назвою «Études sur les romans de la Table Ronde: Lancelot du Lac, II: Le conte de la charrette», яка вийшла друком у 1883 році та дослідження трактату Кретьєн де Труа «Chretien de Troyes's Lancelot, the Knight of the Cart» (1177). Г. Паріс визначав куртуазну любов, як науку обожнення та благородних манер по відношенню до коханої особи. Закоханий (англ. idolizer) приймає залежність від своєї коханої і намагається зробити себе гідним її, діючи сміливо і чесно (шляхетно), і робити те, що вона бажає, піддаючи себе серії тестів (випробувань), щоб довести їй свій запал та прихильність. Сексуальне задоволення, французький дослідник наголошує, можливе, але не є метою або навіть кінцевим результатом, але любов ця не зовсім є платонічним коханням, бо вона була заснована на сексуальному потязі.
Терміна і визначення Г.Паріса незабаром широко прийняли і розповсюдили в науковому середовищі. У 1936 році Клайв Стейплз Льюїс написав роботу «Алегорія любові», що сприяло подальшому зміцненню поняття «куртуазної любові» як «любові до вузькоспеціалізованого роду, фундаментальними характеристиками якої можуть бути:
1) смиренність;
2) ввічливість,
3) адюльтер;
4) релігія любові».

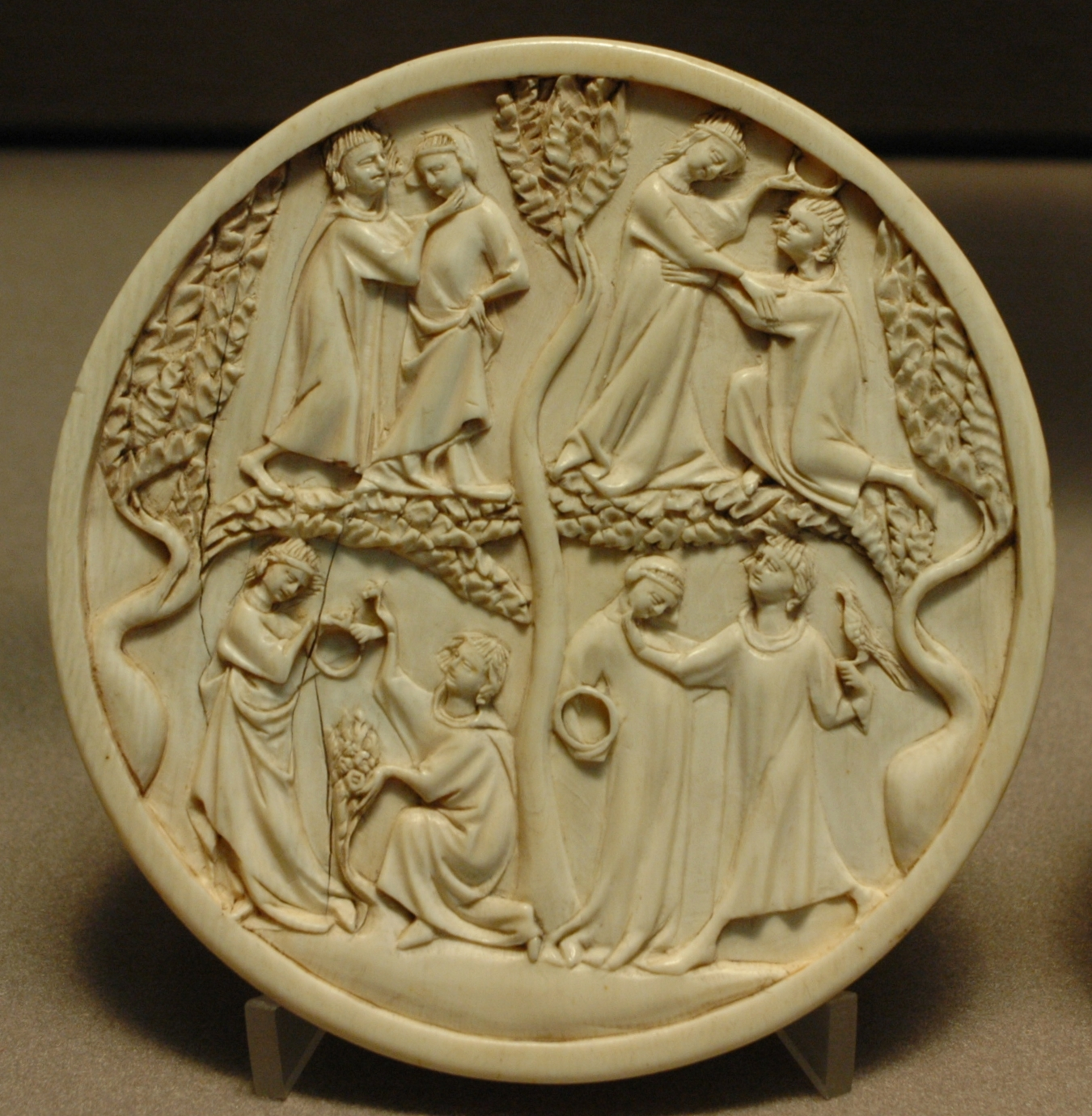
Вишукана віньєтка на дзеркалі із сценами куртуазної любові, 1 чв. 14 століття (Лувр)

Пізніше історики, такі як Д. В. Робертсон молодший в 1960-х і Джон С. Мур і E. Телбот Дональдсон у 1970-х роках, критично віднеслися до цього терміну назвавши його як штучний та сучасний винахід. Дональдсон назвав його « Міф про куртуазну любов», тому що воно ніде не зустрічається в середньовічних текстах. Хоча термін «куртуазної любові» дійсно можна зустріти тільки в одному провансальському вірші (як cortez amors наприкінці 12-го століття в ліриці Пьєра з Альверну), що дійшов до нас; він тісно пов'язаний з терміном fin'amor («прекрасної любові»), який часто з'являється провансальською та французькою мовами, а також німецькою перекладається як «hohe Minne». Крім того, є інші терміни та фрази, що пов'язані з «вишуканістю» і «любов'ю» і є загальними для всього середньовіччя. Навіть при цьому, термін Г.Парі використовували з підтримкою в сучасній йому літературі. Це пов'язано з тим, що це не був неологізм і існував конкретний опис даної концепції любові, що фокусується на вишуканості, яка була згідно французьким мислителем, її сутністю.
Річард Трашлер зазначає говорить, що „концепція придворної літератури пов'язана з ідеєю про існування придворних текстів, тексти, які писались та читались чоловіками і жінками, які розділяли специфічну та особливу культуру, представниками якої вони всі були“. Він стверджує, що серед літератури, яка тоді існувала зустрічається як куртуазні так і „не-куртуазні“ тексти, що свідчить про те, що не існує чіткого способу визначення вишуканості тексту. Це створює проблему в чіткому визначенні та тогочасному розумінню ідеї вишуканості.

## Історичний екскурс
Практика куртуазної любові була розроблена в житті замків, що розміщувались в чотирьох регіонах:
1) Аквітанія,
2) Прованс,
3) Шампань,
4) Бургундія.
Початок практик куртуазної любові відносять до часу першого Хрестового походу (1099). Алієнора Аквітанська перенесла ідеали лицарської любові з Аквітанії до двору Франції, потім до Англії, де вона була королевою обох королівств. Її дочка Марі, графиня Шампанська (1145-1198), запровадила придворну поведінку при дворі графа Шампанського. Куртуазна любов знайшла своє вираження в ліричних віршах, написаних трубадурами, такими як Вільям IX, герцог Аквітанії (1071—1126), один з перших поетів-трубадурів.

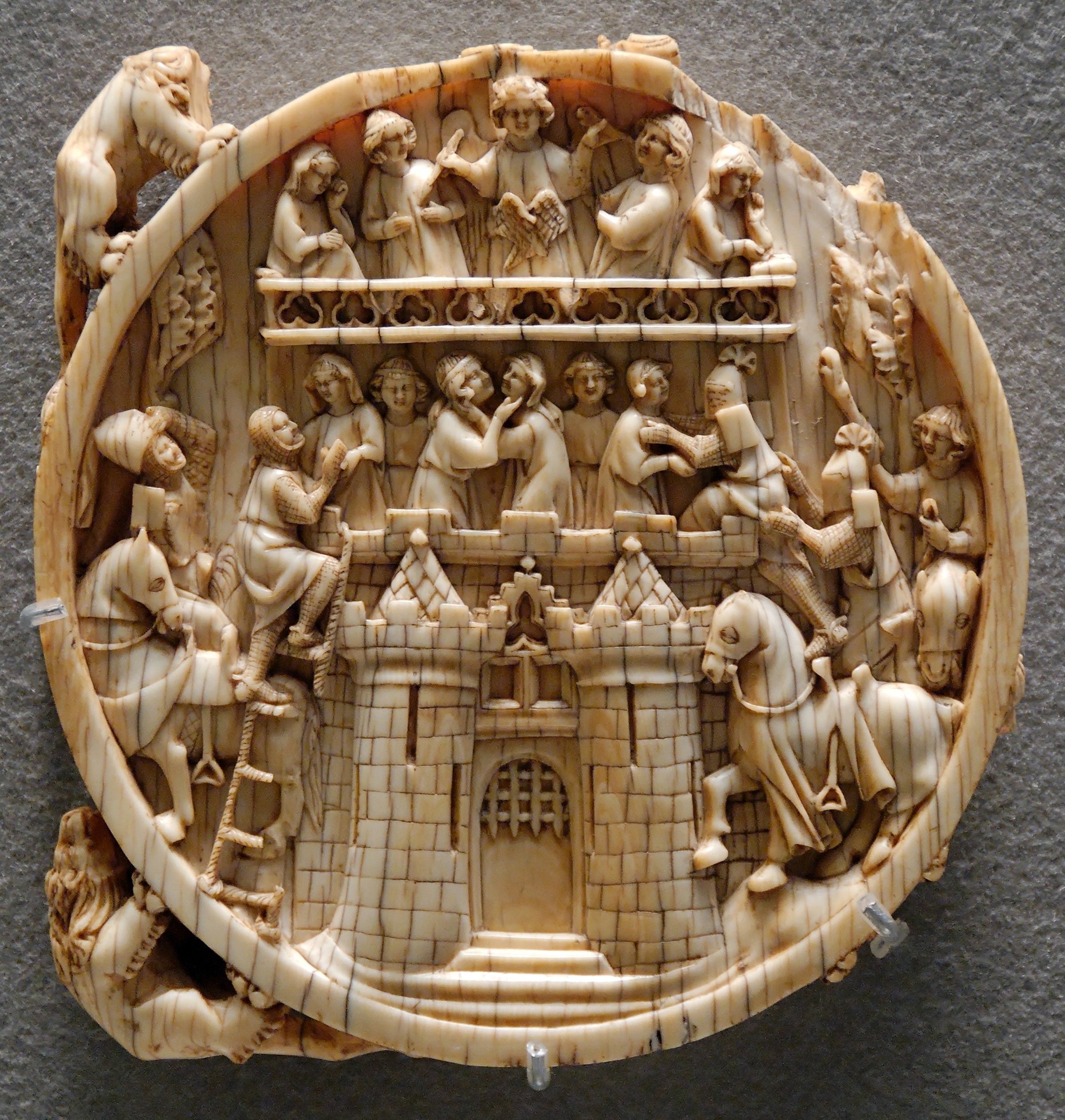
Облога „Замку любові“, зображення на дзеркалі із слонової кістки; Париж, бл. 1350—1370 (Лувр)

Хронологічні рамки виникнення і поширення куртуазної любові визначені 11—13 ст. На думку більшості зарубіжних істориків, (у тому числі М. Г. Муравйової словник гендерних термінів) виникнення даної практики відноситься до 11 ст. на території сучасної Франції. Французький історик Ж. Дюбі пов'зує це з початком зусиль проповідників у розвитку форм суто жіночої духовності (1200 р.). Символом виродження куртуазної любові деякі дослідники вважають видатний „Роман про Троянду“ (1240 — перша частина написана Гійомом да Лорріса; у 1280 — продовження Жаном де Мене), де лише один крок „від любові до ненависті“ відображає це виродження. Таким чином, нижня межа досягається вже серединою 13 століття, хоча і ця планка більшістю істориків продовжена (згадаймо твори гуманістів) і зв'язується із занепадом лицарства і початком капіталізму в ранній новий час. Хоча, багато людей, не будучи істориками, погодяться з тим, що відблиск даного явища простежується і у вікторіанську епоху і в наші дні (попри феміністський рух, галантність сучасного джентльмена актуальна в західному суспільстві і донині).
Оскільки на той час деякі шлюби серед знаті мали мало спільного дійсно з почуттям любові,куртуазна любов стала також тим шляхом для дворян, щоб висловити любов, яка не знайдена була у власному шлюбі. „Закоханість“ у контексті лицарської любові не відноситься до сексу, а скоріше це акт емоційного захоплення. Ці любовні відносини ґрунтувались на коротких побаченнях, які тримались в таємниці, що вдосконалювало люблячих розумово та духовно, але аж ніяк не фізично. Правила куртуазної любові були закріплені наприкінці 12-го століття завдяки дуже впливової роботи Андреаса Капелануса „De Amore“ („Про любов“). В цій праці перераховуються зокрема і правила куртуазної любові. Про них окремо піде мова далі. Варто зазначити, що значна частина структури та її змісту теоретичним джерелом мають „Мистецтво любові“ Овідія .

### Андалузький та арабо-мусульманський вплив
Іспано-арабська література, а також арабський вплив на Сицилію, що став додатковим джерелом, паралельно з Овідієм, для ранніх трубадурів Провансу — не береться до уваги, хоча це іноді і стосувалось куртуазної любові. Арабські поети і поезія мусульманської Іспанії виражали аналогічно однаково це незвичайний вид любові, звертаючи увагу як на його позитивні, так і на негативні аспекти ; відповідно в той час, коли був більш широкий європейський контакт з ісламським світом також мав були взятий до уваги досвід арабів. Враховуючи, що звичаї, подібні з куртуазною любов'ю вже були поширені в Аль-Андалус і в інших країнах ісламського світу, це дуже ймовірно, що ісламські звичаї мали вплив на дії християнських європейців. Вільям Аквітанський, наприклад, брав участь у Першому хрестовому поході, і в Реконкісті в Іспанії, так що цілком логічно, що він міг би вступити в контакт з багатою мусульманською культурою.
Згідно Д. Є. фон Грюнебаума, було кілька відповідних елементів, які розроблені в області арабської літератури, в тому числі такими контрастами: хвороби — медицина і захоплення — мука для характеристики любовного досвіду . Поняття „любов заради любові“ і „воздвиження коханої“ маєють своє походження в арабської літературі 9-го і 10-го століть. Поняття „благородна влада любові“ була розроблена на початку 11 століття видатним перським психологом і філософом Ібн Сіна (відомий як Авіценна в Європі), у своєму трактаті Risala fi'l-Ishq („Трактат про кохання“). Останнім елементом куртуазної любові, це поняття „любов як бажання ніколи не буде досягнутим“, імпліцитно присутньє і в арабській поезії, але вперше було розроблене як доктрина в європейській літературі, в якій всі чотири елементи куртуазної любові були присутні.
Згідно аргументу, що запропонувала М. Р. Менокаль в праці „The Arabic Role in Medieval Literary History“ в 11-му столітті в Іспанії, з'явилась група мандрівних поетів які йшли від двору до двору, а іноді і подорожували до християнських суден на півдні Франції; така сама ситуація відбувається на півдні Франції, але вже біля століття потому. Контакти між цими іспанськими поетами і французькими трубадурами була частою. Метрична форма, яка застосовувапи іспанські поети була аналогічною тій, що застосовували пізніше трубадури.

## Аналіз
Історичний аналіз куртуазної любові проводиться на перетині різних історичних шкіл. Такого роду історична школа, що розглядає раннє середньовіччя, що акцентує увагу на манірності і патріархальності теократії, дивиться на куртуазну любов як на „гуманістичну“ реакцію на пуританський образ католицької церкви. На думку вчених, які притримуються цієї точки зору, куртуазна любов є умовою для піднесення жіночності як носія благородства, духовних і моральних сил, на відміну від західноєвропейського середньовічного шовінізму стосовно жінок, яких вважали близькими до темних сил. Засудження куртуазної любові на початку 13-го століття в Церкві як єретичне, розглядається цими вченими як спроба церкви придушити цей „сексуальний бунт“.
Однак інші дослідники відзначають, що куртуазна любов пов'язана із зусиллями Церкви цивілізувати недосконалі німецької феодальні закони наприкінці 11 століття. Крім того, дослідниками було запропоновано, що для поширення шлюбів потрібні інші прояви для вираження особистої романтичної любов, і, таким чином це не було реакція на священство або патріархат Церкви, але шлюб..
До речі, варто зазначити, що німецька мова ще за часів Середньовіччя мала специфічне слово die Minne на позначення куртуазної любові та того, що характеризує її суть. Утім, в „Трістані“ Вагнера її можна знайти персоніфікованою — так само, як і fin'amor у куртуазній літературі — божество любові (Liebesgottin). Її називають „пані Мінна“ (Frau Minne).

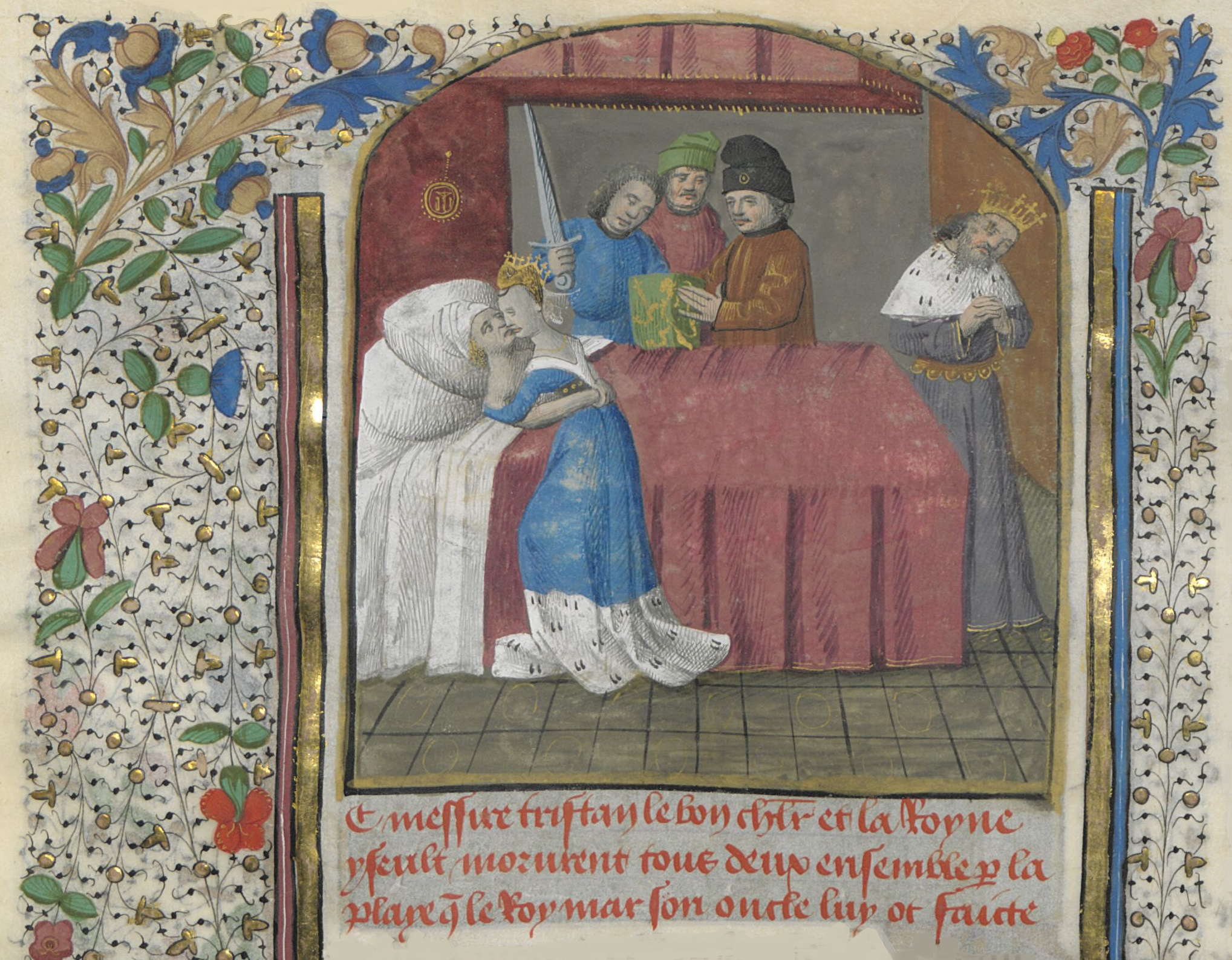
Смерть Трістана та Ізольди. Мініатюра 15 століття

Згідно з етимологією, яку приписують цьому слову (латиною memini „пригадувати“ та mens „розум“ чи англійською mind), іменник Minne (як і дієслово minnen та прикметники minnig і minniglish) ставить наголос на присутності душі у свідомості того, хто любить, і на тому, що ця присутність триває у формі фантазму чи спогаду. Загалом йдеться про любов як таку, що опановує розум коханця та змушує його звертатись до поезії, наприклад, щоб усвідомити свій психічний досвід. Цей досвід відповідає тому, що середньовічні теологи таврували як delectatio morosa (лат. „повільне задоволення“), тобто задоволення солодкого уявлення відсутнього об'єкта, яке триває в часі. Цей тип любові ілюструється ще виразніше через пристрасть, яку куртуазний поет культивує стосовно „Дами своїх думок“, насамперед у доведеній до краю ситуації „любові на відстані“. Так, германська лексика має такі компоненти довкола цієї куртуазної авантюри 'fin'amor: der Minnesang „поезія трубадурів“, das Minnelied „пісня кохання“, der Minnedichter і der Minnesanger „трубадур“, der Minnedienst „суд кохання“ der Minnetrank „любовний напій“
Проте саме використовуючи цей термін Minne, фламандські бегіни XIII ст. відтворювали прикмети провансальської чистої любові для свого теоретизування про любов до Бога. Зокрема, для Гадевік Антверпенської (померла бл. 1260 р.) любовний досвід, який позначали висловом Minnemystik, має два етапи:
1) набуває форми палкого та пристрасного бажання (aetus amoris, або голландською orewoet), тобто це момент насолоди (ghebruken) в тотальному єднанні;
2) позначений досвідом піднесення та позбавлення (ghebreken), страждання та скорботи.
Однак тут ідеться радше про чергування, навіть про співіснування очевидних суперечностей, що відповідають антитетичним почуттям радості та смутку, в яких куртуазна поезія вбачала вираження суттєвої трансцендентної любові».

## Літературний контекст
Літературний контекст лицарської любові можна знайти в більшості видатних авторів середньовіччя, серед них — це Джефрі Чосер, Джон Гауер, Данте, Марі-де-Франс, Кретьєн де Труа, Готфрід Страсбурзький і сер Томас Мелорі.
Середньовічні жанри, в яких мотиви куртуазної любові можна знайти — це лірика, романтика і алегорії.

### Лірика
Куртуазна любов народилася в ліриці; вперше з'явилась в провансальських поетах в 11 столітті, в тому числі мандрівних менестрелів і придворних, таких як французьких трубадурів і труверів, а також письменників.
Тексти про куртуазну любов, часто були основою для написання музики трубадурами або менестрелями. За словами вченого Ардіса Баттерфілда, куртуазна любов стала «повітрям, який надихав трубадурів на пісні різних жанрів». Не так багато відомо про те, як, коли, де і для кого ці вірші були виконані, але ми можемо зробити висновок, що піснеспіви проводилися при тому чи іншому дворі трубадурами, труверами, або ж самою прислугою.
Важко дізнатись, як і коли ці пісні були виконані тому, що більшість інформації з цієї теми міститься в самій музиці. Одна із пісень це «Слово про Lecheor», говорить, що лише після виконання вона була складена, Потім, що до чого було збережено, Ще не була відомо в усьому світі
Для тих, хто були майстерними музикантами
На віолі, арфі і механічно і
Несло його вперед з цього регіону …
Вчені повинні також вирішити, що такий приклад є правдою чи вигадкою. За словами вченого Крістофера Пейджа, весь твір або його частина супроводжувалося музикою залежить від наявності інструментів і кількості людей, щоб супроводжували. Для трубадурів або менестрелів, часто супроводжувалися скрипку, яка також називається віола або арфа. Вишукані музиканти грали на віолах та арфах, а також різних їх типах. Це французька традиція поширилася потім в німецьких міннезінгерів, таких як Вальтер фон дер Фогельвейде і Вольфрам фон Ешенбах. Це також вплинув на сицилійську школу італійської народної поезії народної, а також на творчість Петрарки і Данте.

### Романтика
Народна поезія римських куртуа, або лицарські романи, включало безліч прикладів куртуазної любові. Деякі з них знаходяться в циклі святкових віршів двору короля Артура. Це було літературне дозвілля, спрямоване в значній мірі на жіночу аудиторію — це був перший такий досвід в історії Європи.

### Алегорія
Алегорія поширена в романтичній літературі Середньовіччя і вона часто використовується для інтерпретації того, що вже написано. Існує тісний зв'язок між релігійними образами і людської статевої любові в середньовічних творах.
Традиції середньовічної алегорії почались частково з інтерпретацією Пісні Пісень в Біблії. Деякі середньовічні автори вважали, що книгу слід розуміти буквально як еротичний текст, інші вважали, що Пісня Пісень була буквально про Христа і Церкви і, що книга навіть не могла існувати без такого в буквальному сенсі. Треті стверджували, що книга була написана буквально про секс, але, що це значення має бути «замінено образом, що пов'язаний із союзом Христа та Церкви із душею християнина» ".
Французька поетеса XII ст. Марі-де-Франс в одній із своїх праць („Елідук“) наголошує, що людська романтична любов є символом любові Бога, коли дві людини люблять один одного так, цілком і повністю, що вони залишають один одного в Бозі, поділу і переїзду до різних релігійних умовах. Крім того, перша дружина головного героя кидає чоловіка і стає черницею, щоб він міг одружитися зі своєю новою коханою.

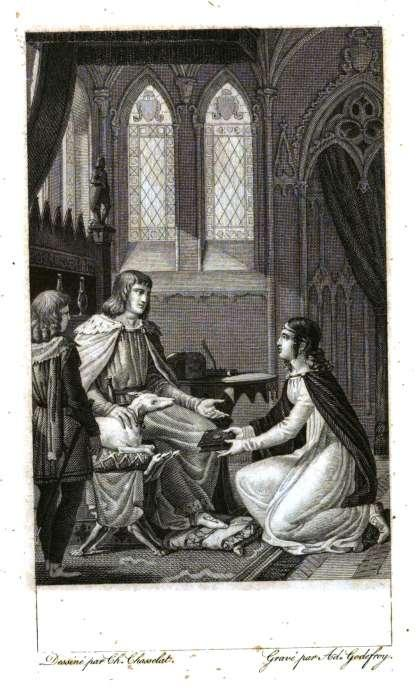
Марі-де-Франс дарує свою книгу Генріху II Плантагенету. Гравюра з першого видання її творів дарує свою книгу.

Алегоричні образи куртуазної любові також містяться в „Романі про Троянду“ Г. де Лорріса та Ж. де Мена. Троянда — це, власне, не персонаж, не об'єкт, а наскрізна ідея, покликана об'єднати всі сюжетні лінії поеми. Поет, уражений стрілами Амура, безнадійно закохується в Троянду, і його сповнює одержиме прагнення заволодіти нею. Троянда — це своєрідний куртуазний архетип Прекрасної дами, вона недоступна, вона недосяжна, володіти нею означає порушити табу і бути покараним. Але справжнього куртуазного героя таке не спиняє, навпаки — це те, що, так би мовити, формує об'єкт, гідний поклоніння, об'єкт, заради якого долаються всі можливі перепони, те, що робить героя героєм і врешті-решт здобуває троянду».

### Подальший вплив
Завдяки таким феноменам, як констатація А. Капеланусом про суди любові, а також пізні роботи Петрарки (а також довготривалий вплив Овідія), допомогло тому, що куртуазна любов не обмежується середньовіччям, але з'являються її серйозні і комічні форми в Європі раннього Нового часу.
Наприклад, шекспірівський твір «Ромео і Джульєтта» говорить, що Ромео (в майже надуманій придворній форм) намагається любити Розаліну, в той час Меркуціо знущається над ним щодо цього і в певний час Ромео зустрічає Джульєту, в яку до нестями закохується — відповідно утворюється любовний трикутник, що свідчить про те що письменник застосував елементи куртуазної любові у своїх цілях.

## «Правила куртуазної любові»
«Правила куртуазної любові» сформулював французький письменник А. Капеланус у своїй праці «Про любов». Вони фактично відображають всю специфіку, особливості відносин між чоловіком та жінкою в даному різновиді любові. Також причиною їх формулювання стало проведення так званих «судів кохання» на яких виносились вердикти щодо почуттів тієї чи іншої особистості до коханої людини.
Ось вони:
1. Шлюб — не привід для відсутності любові.
2. Хто не ревнує, той не може любити.
3. Ніхто не може бути пов'язаний подвійною любов'ю.
4. Добре відомо, що любов завжди або зростає, або зменшується.
5. Те, що закоханий бере проти волі своєї коханої, не доставить йому задоволення.
6. Не ставши зрілими, хлопчики не люблять.
7. Якщо один із закоханих вмирає, овдовілий повинен чекати два роки.
8. Нікому не повинно бути відмовлено у коханні без найбільш вагомих на те причин.
9. Тільки справжня любов викликає любов куртуазну.
10. Любов обходить стороною будинок скупаря.
11. Недобре любити жінку, на якій засоромився б одружитися.
12. Справжній коханець жадає тільки свою кохану.
13. Любов дуже рідко витримує розголос.
14. Доступність робить любов дешеву; труднощі в любові збільшують її ціну.
15. Кожен закоханий блідне при вигляді своєї коханої.

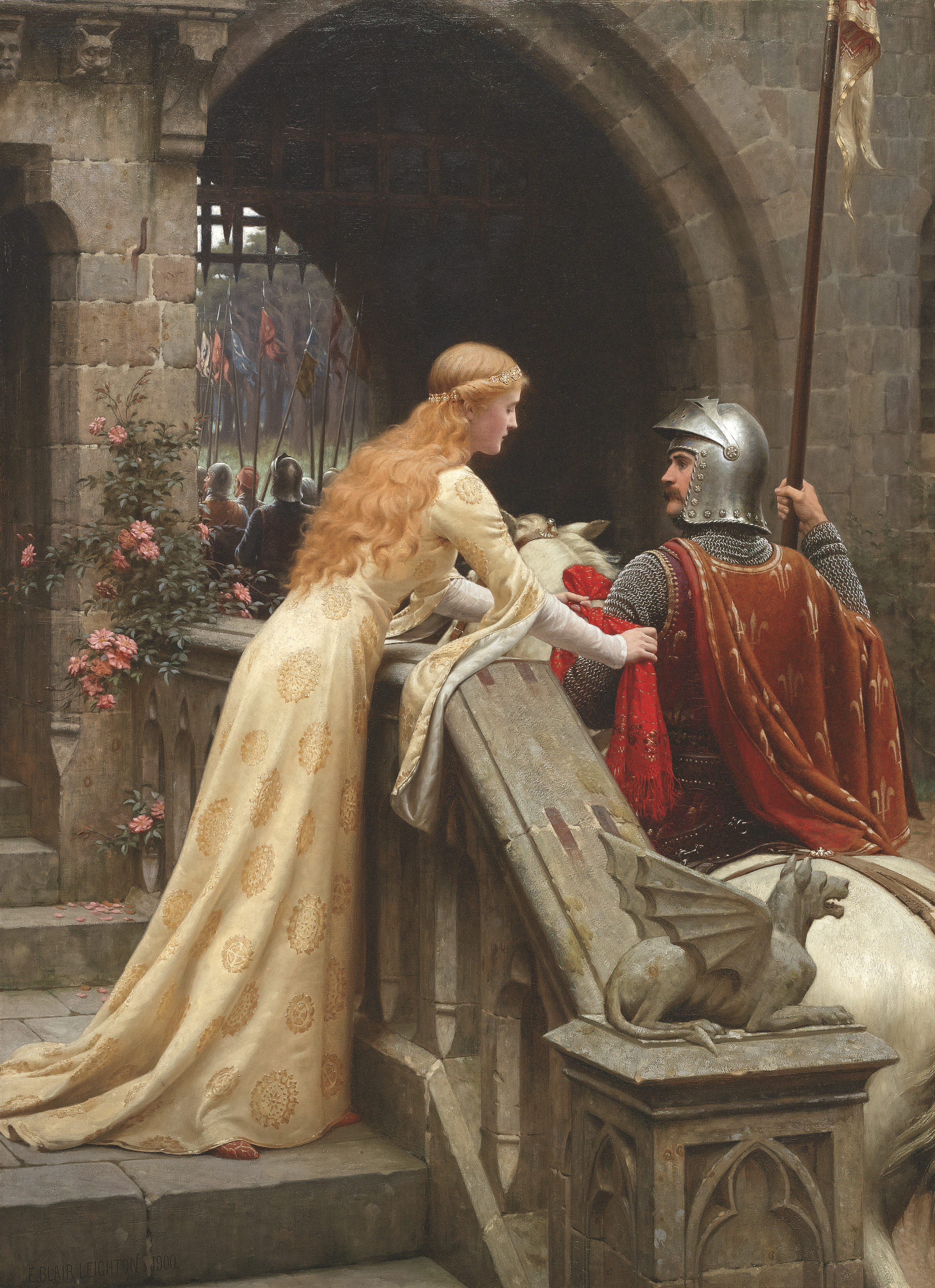
З Богом! Е. Лейтон, Прекрасна Дама проводжає лицаря на битву (1900 р.)

16. Коли закоханий бачить свою кохану, його серце дуже різко починає тріпотіти.
17. Нове кохання виганяє старе.
18. Тільки чиста репутація робить чоловіка гідним любові.
19. Любов яка починає зменшуватись — швидко чахне і не відроджується.
20. Люблячий чоловік завжди в тривозі.
21. Справжні ревнощі роздмухують полум'я любові.
22. Ревнощі зростають, коли закоханий підозрює свою кохану.
23. Змучений думками про кохання мало їсть і спить.
24. Будь-яка дія закоханого завершується думкою про кохану.
25. Істинно закоханий схвалює лише те, що має сподобатися його коханої.
26. Любов ні в чому не може відмовити любові.
27. Закоханий ніколи не пересичується ласками коханої.
28. Досить якоїсь дрібниці, щоб закоханий запідозрив кохану.
29. Той, кого дратує зайва пристрасть, зазвичай не любить.
30. Істинно закоханими постійно і безперервно володіють думки про кохану.
31. Ніщо не забороняє одній жінці бути коханою двох чоловіків, або одному чоловікові бути коханим двох жінок.}}.

## Наукові суперечки та дискусії

### Секс та сексуальність
Одним з пунктом наукових дискусій щодо куртуазної любові, якою мірою вона була дотичною до сексу та сексуальності. В принципі, куртуазна любов як феномен був і еротичний деякою мірою, а не чисто платонічним коханням, адже трубадури оспівували і говорили про фізичну красу своїх дам і почуття до них і те, що фізичний образ їх викликає в них бажання та потяг. Проте, незрозуміло до сих пір, що поет повинен був робити: жити у вічному бажанні направляти свою енергію на вищі цілі, або фізично неперевершеним. Вчені бачили його в обох напрямках.
Дені де Ружмон наголошував що трубадури були під впливом доктрини катарів, які відкинули плотські задоволення, і що вони метафорично вирішенні дух і душа їх дам. Д. де Ружмон також стверджував, що куртуазна любов приєдналась (стала частиною) до Кодексу лицарства, і, отже, головним для лицаря — було служіння королю, а вже потім справи особисті, любовні. Едмунд Рейсс стверджував, що це була і духовна любов, але любов, яка набагато більше мала спільного з християнською любов, або caritas. З іншого боку, вчені, такі як Моше Лазар претензії було перелюбство статевої любові з фізичного володіння леді потрібного кінця.
Багато дослідників ототожнюють куртуазну любов виключно як «чисту любов», що була описана у 1184 р. Андреасом Капеланусом у праці «De amore libri tres»:
Це чиста любов, яка пов'язує разом серця двох закоханих  і у кожного з них власне почуття захоплення. Цей вид любові складається з споглядання розуму і ураженням серця, і він заходить так далеко - поцілунок і обійми та скромний контакт з оголеною коханої, отримуючи остаточноо розраду, якщо на те не допускається для тих, хто бажає люблять чисто… Це називається змішаною любов'ю, яка отримує свою силу з кожною радістю від спілкування плотю і завершується в заключному акті Венери.
У корпусі віршів трубадурів існує широкий спектр поглядів, навіть через творчість окремих поетів. Частина віршів фізично чуттєва, навіть з елементами, що закоханий уявляє себе в обіймах оголеної коханої, а інші — високо духовні і такі, що межують з платонічною любов'ю. Середньовічне явище куртуазної любові з тотальною рабською відданістю і амбівалентністю була запропонована деякими науковцями як такою, що може бути попередницею БДСМ.

### Реальність практик куртуазної любові
Продовження наукових суперечок викликає те, що, чи куртуазна любов була суто літературним явищем, або вона насправді практикувалась в реальному житті. Адже, так і немає історичних записів, які пропонують докази її присутності в реальності. Історик Джон Бентон, наголошує, що не знайдено жодних документальних доказів її у законодавчих актах, судових справах, хроніках або інших історичних документах. Проте, існування науково-популярного жанру вишуканих книг, мабуть, і є доказами існування її практиці. Наприклад, куртуазна праця Христини Пізанською за назвою «Le Livre des trois vertus» (Книга трьох чеснот) (бл. 1405), що виражає несхвалення куртуазної любові, проте в той час використовувалась, щоб виправдати і прикрити незаконні любовні зв'язки. Куртуазна любов, також, ймовірно, знайшла своє вираження в реальному світі, в звичаях; зокрема такому як коронація Королеви Любові і Краси в турнірах.

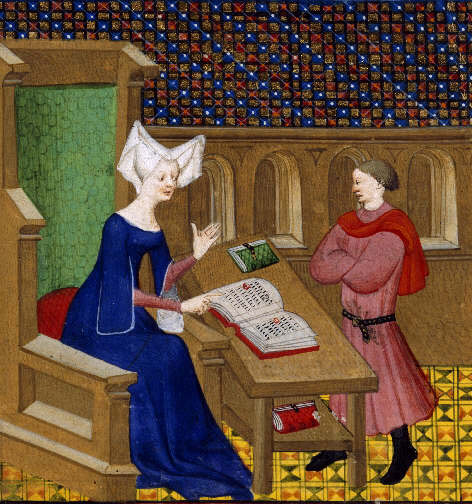
Христина Пізанська з сином.

Філіп Ле Бон на своєму Святі Фазана у 1454 році, спирався на притчі, що взяті з куртуазної любові, які підбурювали вельмож його поклястися на участь у можливому хрестовому поході, а також у 15-му столітті численні фактичні політичні та соціальні угоди були значною мірою продиктовані на основі «правил» куртуазної любові (див. вище)

### Суди любові
Викликає також суперечки у наукових колах існування «судів любові», які вперше згадуються Андреас Капеланусом. Ці суди повинні були складатись з трибуналів — а саме від 10 до 70 жінок, які слухали ту чи іншу справу любові і правила винесення вироку на ньому базувались на правилах куртуазної любові. Історики 19-го століття доводили існування цих судів як реальний факт, проте пізніше історики, такі як Бентон зазначив, що « в жодному з відомих документальних джерел, хронік» не можна прочитати, що вони коли-небудь існували за межами поетичної літератури. Відповідно, інша дослідниця Д. Борнштейн зазначає, що один із способів усунути відмінності між посиланнями на суди любові в літературі, а також відсутність документальних доказів в реальному житті, в тому, що вони (суди любові) були, на кшталт літературних салонів і громадських заходів, де люди читали вірші, обговорювали питання любові, і грали в словесні ігри флірту.